# 明暗境界線
明暗境界線（、英語: terminator・twilight zone）とは、惑星において、光の当たっている昼の側と暗い夜の側の間にある線のことである。太陽からの接線との交点の軌跡として定義される。明るくなっている半分の場所は、惑星自体の自転と恒星の周りの公転によって、1日の中で時間によって変化する。また季節も明暗境界線に大きな影響を与える。

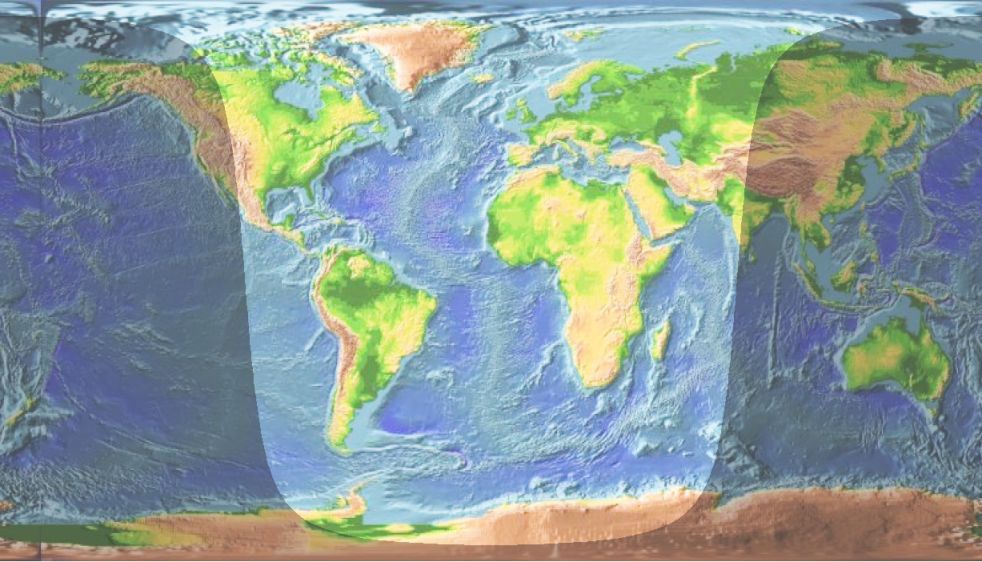
4月の明暗境界線

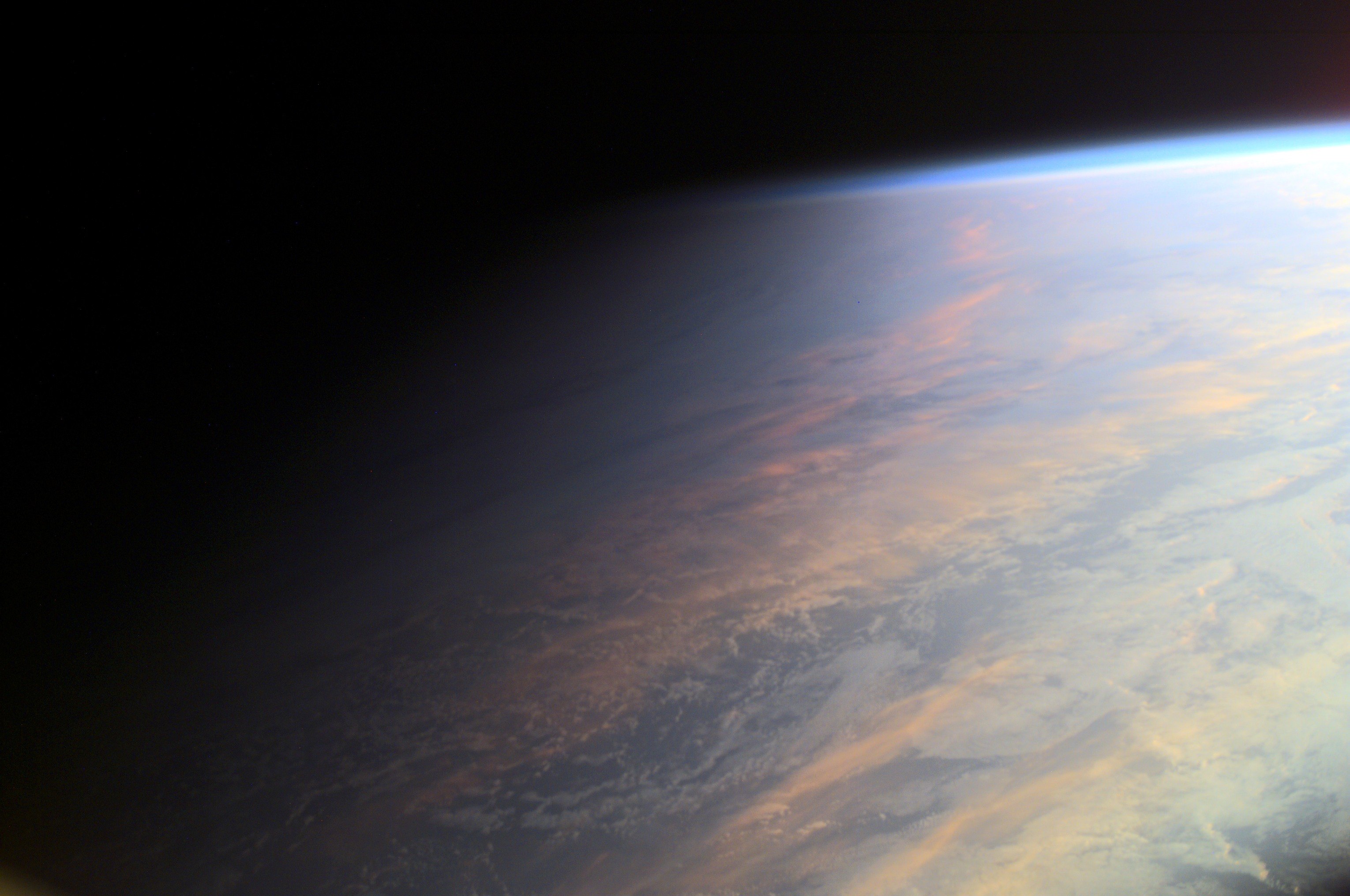
国際宇宙ステーションから見た明暗境界線。明暗境界線はぼやけているが、この部分は薄明の状態である。

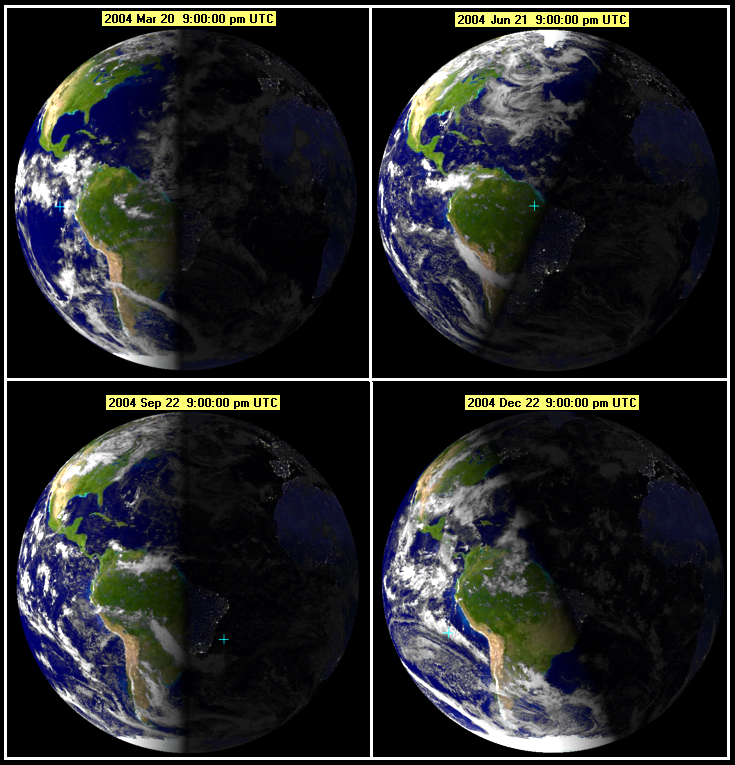
季節ごとの明暗境界線。春分・秋分の頃は地球に対して真直ぐになっている。

Cahill–Concialdi図法上での明暗境界線の変移

自転する惑星の基準系では、明暗境界線は日の出の地点と日の入りの地点である。
明暗境界線を調べることで、その惑星の表面の状態について情報を得ることができる。例えば、線がぼやけていればそれは大気の存在を意味する。

## 地球の明暗境界線
夏至と冬至の日には、明暗境界線は軸から23.5°傾いた、特別な角度を取る。
アマチュア無線愛好家は明暗境界線の状態により恩恵を受けている。明暗境界線上の点から反対側の端までラジオ波はそれに沿って長い距離を進めるからである。
極付近を通る場合を除いて、コンコルドとTu-144は明暗境界線の移動よりも速く飛べる飛行機である。ある夕方にヒースローまたはパリを飛び立ったコンコルドは、日の入り前には目的地に着くことができる。この時コックピットからは、西から登る太陽を見ることができる。